# Les Mémoires de Vanitas
Les Mémoires de Vanitas (ヴァニタスの手記, Vanitas no Carte) est un manga écrit et dessiné par Jun Mochizuki, connue pour avoir écrit Pandora Hearts. Il est prépublié depuis décembre 2015 dans le magazine Monthly Gangan Joker de l'éditeur Square Enix et onze tomes sont sortis au 22 avril 2024. La version française est publiée par Ki-oon depuis juillet 2017. Une adaptation en anime par le studio Bones est diffusée entre juillet et septembre 2021, suivi d'une seconde partie entre janvier et avril 2022. 

## Synopsis
Fin du XIXe siècle. Paris est en plein émoi à la suite d’attaques répétées de vampires. Pourtant, la règle d’or de leur communauté est de ne pas s’en prendre aux humains ! Un mal mystérieux semble ronger ces créatures immortelles…
C’est en cette période troublée que Noé arrive dans la capitale. Né suceur de sang, il suit la trace du grimoire de Vanitas, artefact légendaire craint de tous les vampires. On dit qu’il permet à son détenteur d’interférer avec ce qu’il y a de plus sacré pour eux : le nom véritable, symbole même de leur vie. Le modifier peut les rendre fous, voire les anéantir…
À bord de l’énorme vaisseau flottant sur lequel il a embarqué, Noé fait la connaissance d’Amélia. Alors qu’il l’aide à se remettre d’un malaise, tout s’emballe : elle perd la tête et révèle sa nature de vampire devant les passagers ! C’est alors qu’entre en scène un mystérieux assaillant, se présentant comme… Vanitas ! Devant un Noé bouche bée, il dégaine le fameux grimoire et apaise l’accès de folie de la jeune femme. L’artefact ne serait donc pas qu’une arme mortelle ? 

## Personnages
Noé L'Archiviste (ノエ・アルシヴィスト, Noe - Arushivisuto)
Voix japonaise : Kaito Ishikawa, voix française : Maxym Anciaux
Vampire qui vient d'arriver à Paris pour chercher le mystérieux livre de Vanitas et découvrir sa véritable nature. Dernier descendant d'un clan de vampires ayant le pouvoir de lire les souvenirs de ceux à qui ils sucent le sang, les Archivistes. Il a été recueilli par un célèbre aristocrate vampire surnommé « L'inconsistant ».
Vanitas (ヴァニタス, Vanitasu)
Voix japonaise : Natsuki Hanae, voix française : Brieuc Lemaire
Humain qui veut sauver les vampires, c'est également l'héritier du livre de Vanitas, le vampire de la lune bleue, qui lui a transmis ses pouvoirs en le mordant. C'est un personnage très jovial, mais très mystérieux, dont les véritables intentions sont difficiles à déceler. Il est qualifié par Noé de « paradoxe vivant ».
Lucius 'Luca' Oriflamme ()
Voix japonaise : Shino Shimoji, voix française : Cécile Florin
Jeune vampire et Grand duc, il est le neveu de Lord Rudven et cherche le moyen de sauver son frère, Loki, apparemment porteur maudit. Il est accompagné de Jeanne, son garde du corps.
Jeanne (ジャンヌ, Jannu)
Voix japonaise : Inori Minase, voix française : Sophia Atman
Vampire et bourreau — c'est-à-dire une des personnes chargées de tuer les vampires atteint de malédiction — au service de Lord Ruthven, et accompagnant souvent Luca pour le protéger. Surnommée « la sorcière incendiaire », c'est une figure légendaire qui s'est ralliée aux humains pendant la guerre, tuant des milliers de vampires. Endormie pendant des années, elle a été réveillée par Lord Ruthven. Elle utilise comme arme un gantelet écarlate appelé « Carpe Diem ».
Lord Ruthven ()
Voix japonaise : Toshiyuki Morikawa, voix française : Karim Barras
Vampire Membre du Sénat, oncle et tuteur de Lucius/Luca, il a joué un rôle important, mettant fin à la précédente guerre entre les vampires et les humains. Mais il semble cacher quelque chose de plus sombre…
Dominique de Sade (ドミニク, Dominiku)
Voix japonaise : Ai Kayano, voix française : Ludivine Deworst
Vampire et petite fille du professeur qui a adopté Noé, elle est donc son amie d'enfance. Elle est issue d'une célèbre famille de vampires, les « de Sade ».
Dante (ダンテ, Dante)
Voix japonaise : Tarō Kikuchi, voix française : Fabian Finkels (part 1) puis Gauthier de Fauconval (part 2)
Un dhampire (moitié humain moitié vampire) qui joue le rôle d'informateur, et parfois de coéquipier, pour Vanitas qui le surnomme "crâne d’œuf".
Amelia Rousse ()
Voix japonaise : Noriko Shitaya, voix française : Helena Coppejans
Vampire maudite. Porteuse de malédictions. Elle rencontre Noé au début de l'aventure et sera sauvée par lui et Vanitas. Elle travaille à l'hôtel chouchou, où logent Noé et Vanitas.
Roland Fortis (ローラン・フォルティス, Rooran Forutisu)
Voix japonaise : Kengo Kawanishi, voix française : Thibaut Delmotte
Un Chasseur de l'Église (leur mission est de tuer les vampires au nom de Dieu) qui souhaite tout d'abord sauver Vanitas de l'emprise des vampires. Il finit par se lier d'amitié avec Noé.
Chloé D'Apcher
Voix française : Helena Coppejans
Surnommée le « vampire caché des D'Apcher », elle est un vampire caché depuis l'incident de Babel. Elle rencontrera plus tard Jean-Jacques, un autre vampire avec qui elle se liera d'amitié. Elle est un vampire centenaire à l'apparence enfantine qui semble bien mystérieuse…
Jean-Jacques
Voix française : Pierre LeBec
Vampire ami de Chloé qui recueillera Noé , il semble aussi avoir un lourd secret…
Mikhail (ミハイル, Mihairu)
Voix japonaise : Mikako Komatsu
Jeune homme ayant été le cobaye du Dr Moreau en même temps que Vanitas sous le nom de "numéro 71", sa mère était une prostituée qui fut tuée par un vampire.
Il fut secouru par les chasseurs, plus particulièrement par Roland qui exécuta le vampire sous ses yeux. Sa relation avec Vanitas est ambiguë puisqu'il le surnomme Onii-Chan et avait l'air de l'aimer comme tel du temps de leur enfance mais il paraît désormais mal intentionné à son égard.
Il préfère être appelé "Misha".

## Manga

### Liste des volumes
| no | Japonais         | Japonais          | Français         | Français          |
| no | Date de sortie   | ISBN              | Date de sortie   | ISBN              |
| -- | ---------------- | ----------------- | ---------------- | ----------------- |
| 1  | 22 avril 2016    | 978-4-7575-4961-6 | 6 juillet 2017   | 979-10-327-0121-8 |
| 2  | 22 octobre 2016  | 978-4-7575-5105-3 | 7 septembre 2017 | 979-10-327-0130-0 |
| 3  | 22 avril 2017    | 978-4-7575-5329-3 | 9 novembre 2017  | 979-10-327-0146-1 |
| 4  | 22 novembre 2017 | 978-4-7575-5505-1 | 8 février 2018   | 979-10-327-0218-5 |
| 5  | 21 juillet 2018  | 978-4-7575-5758-1 | 6 septembre 2018 | 979-10-327-0274-1 |
| 6  | 22 février 2019  | 978-4-7575-5996-7 | 6 juin 2019      | 979-10-327-0419-6 |
| 7  | 21 octobre 2019  | 978-4-7575-6269-1 | 23 janvier 2020  | 979-10-327-0513-1 |
| 8  | 22 juin 2020     | 978-4-7575-6635-4 | 3 septembre 2020 | 979-10-327-0659-6 |
| 9  | 22 juin 2021     | 978-4-7575-6635-4 | 21 octobre 2021  | 979-10-327-0821-7 |
| 10 | 20 mai 2022      | 978-4-7575-7826-5 | 2 mars 2023      | 979-10-327-1038-8 |
| 11 | 22 avril 2024    | 978-4-7575-8226-2 |                  |                   |

## Anime
L'adaptation en anime est annoncée lors de l'événement AnimeJapan 2021. Elle est réalisée par Tomoyuki Itamura au sein du studio Bones, avec Deko Akao au scénario et Yoshiyuki Ito sur le design des personnages et à la direction de l'animation. Le premier épisode est diffusé le 2 juillet 2021. En France, la série est diffusée sur la plateforme Wakanim. Depuis le 16 juillet 2021, la plateforme française diffuse également une version doublée en français de la série réalisée par la société de doublage Hiventy, sous la direction artistique de Cécile Florin, par des dialogues adaptés d'Emmanuel Pettini. Après la fin de la première saison, une seconde partie est annoncée pour janvier 2022. Celle-ci est diffusée jusqu'au 2 avril 2022.

### Liste des épisodes

#### Partie 1
| No                                   | Titre français                         | Titre japonais                    | Titre japonais                   | Date de 1re diffusion |
| No                                   | Titre français                         | Kanji                             | Rōmaji                           | Date de 1re diffusion |
| ------------------------------------ | -------------------------------------- | --------------------------------- | -------------------------------- | --------------------- |
| 1                                    | Le cas de Rusty Hopes                  | Vanitas―ラスティ＝ホープスの場合― | Vanitasu―Rasuti＝Hōpusu no baai― | 3 juillet 2021        |
| [Tome 1 - chapitre 1]                |                                        |                                   |                                  |                       |
| 2                                    | A la ville des fleurs                  | Noé -花の都にて-                  | Noé ―hana no miyako nite―        | 10 juillet 2021       |
| [Tome 1 - chapitre 2-3]              |                                        |                                   |                                  |                       |
| 3                                    | Les crocs révélant les secrets du sang | Archiviste―血を暴く牙―            | Ākibisuto―chi o abaku kiba―      | 17 juillet 2021       |
| [Tome 1 (fin) et 2 - chapitre 4-5-6] |                                        |                                   |                                  |                       |
| 4                                    | La nuit des masques railleurs          | Bal masqué―仮面が嗤う夜―          | Baru masuke―kamen ga warau yoru― | 24 juillet 2021       |
| [Tome 2 - chapitre 6-7-8]            |                                        |                                   |                                  |                       |
| 5                                    | Amis                                   | Réminiscence－友－                | Reminisensu－Tomo－              | 31 juillet 2021       |
| [Tome 2 - chapitre 8-9-10]           |                                        |                                   |                                  |                       |
| 6                                    | Incertitude                            | Salvatio―疑問―                    | Sarubeisho―Gimon―                | 7 août 2021           |
| [Tome 2 (fin) et 3 - chapitre 10-11] |                                        |                                   |                                  |                       |
| 7                                    | Amour                                  | Femme fatale―恋―                  | Famu fatāru―Koi―                 | 14 août 2021          |
| [Tome 3 - chapitre 12]               |                                        |                                   |                                  |                       |
| 8                                    | Là où repose la mort                   | Catacombes―死が眠る場所―          | Katakonbe―Shi ga Nemuru Basho―   | 21 août 2021          |
| [Tome 3 - chapitre 13-14]            |                                        |                                   |                                  |                       |
| 9                                    | Le chasseur d'écarlate                 | Chasseur―紅を狩る者―              | Shasūru―Kurenai o Karu Mono―     | 28 août 2021          |
| [Tome 3 (fin) et 4 - chapitre 15-16] |                                        |                                   |                                  |                       |
| 10                                   | Cicatrice -No.69-                      | Cicatrice－No.69－                | Shikatorisu－Nanbā Rokujūkyū－   | 4 septembre 2021      |
| [Tome 4 - chapitre 17-18]            |                                        |                                   |                                  |                       |
| 11                                   | Serment - La Promesse                  | Serment－誓約－                   | Serumento－Seiyaku－             | 11 septembre 2021     |
| [Tome 4 - chapitre 19-20-21]         |                                        |                                   |                                  |                       |
| 12                                   | Deux Ombres -Le Point de Départ        | Deux Ombres―出発点―               | Dūz Ōnburu―Shuppatsuten―         | 18 septembre 2021     |
| [Tome 5 - chapitre 22-23]            |                                        |                                   |                                  |                       |

#### Partie 2
| No                                         | Titre français                                           | Titre japonais                                            | Titre japonais                                                | Date de 1re diffusion |
| No                                         | Titre français                                           | Kanji                                                     | Rōmaji                                                        | Date de 1re diffusion |
| ------------------------------------------ | -------------------------------------------------------- | --------------------------------------------------------- | ------------------------------------------------------------- | --------------------- |
| SP                                         | Episode spécial - Le chemin parcouru depuis la rencontre | スペシャル特番 ～Le chemin parcouru depuis la rencontre～ | Supesharu Tokuban ～Ru Shuman Parukuru Dupyui Ra Rankōntoru～ | 31 décembre 2021      |
| 12.5                                       | Récapitulation - En route pour le Gévaudan               | 2クール目放送直前特番 ～En route pour le Gévaudan～       | Ni Kūru-me Hōsō Chokuzen Tokuban ～An Rūto Puru Ru Jevōdan～  | 8 janvier 2022        |
| 13                                         | Forêt d'argent - Rencontre fortuite                      | Forêt d'argent―邂逅―                                      | Fore Darujan―Kaikō―                                           | 15 janvier 2022       |
| [Tome 5 - chapitre 24-24-26]               |                                                          |                                                           |                                                               |                       |
| 14                                         | Château de sorcière - La sorcière et le jeune homme      | Château de sorciére―魔女と青年―                           | Shatō du Sorusiēru―Majo to Seinen―                            | 22 janvier 2022       |
| [Tome 5 (fin) et 6 - chapitre 27-28-29]    |                                                          |                                                           |                                                               |                       |
| 15                                         | Le Vampire de la Famille d’Apcher                        | Oiseau et ciel―ダプシェの吸血鬼―                          | Wazo e Sieru―Dapushe no Kyūketsuki―                           | 29 janvier 2022       |
| [Tome 6 - chapitre 30-31-32-33]            |                                                          |                                                           |                                                               |                       |
| 16                                         | La « bête »                                              | Chasse aux vampires―“獣”―                                 | Shasu o Vanpīru―“Kemono”―                                     | 5 février 2022        |
| [Tome 6 (fin) et 7 - chapitre 34-35-36-37] |                                                          |                                                           |                                                               |                       |
| 17                                         | Les mains touchant le cauchemar                          | Vengeance―悪夢に触れる手―                                 | Vanjansu―Akumu ni Fureru Te―                                  | 12 février 2022       |
| [Tome 7 - chapitre 38-39]                  |                                                          |                                                           |                                                               |                       |
| 18                                         | Seuls                                                    | Avec toi―ふたりぼっち―                                    | Avekku Towa―Futaribotchi―                                     | 19 février 2022       |
| [Tome 7 - chapitre 39-40]                  |                                                          |                                                           |                                                               |                       |
| 19                                         | Cristaux de neige                                        | Canorus―雪の花―                                           | Kanorusu―Yuki no Hana―                                        | 26 février 2022       |
| [Tome 8 - chapitre 41-42]                  |                                                          |                                                           |                                                               |                       |
| 20                                         | La maladie incurable                                     | Mal d'amour―不治の病―                                     | Maru Damūru―Fuji no Yamai―                                    | 5 mars 2022           |
| [Tome 8 - chapitre 44-45]                  |                                                          |                                                           |                                                               |                       |
| 21                                         | La cicatrice                                             | Un autre―傷痕―                                            | An Ōtoru―Shōkon―                                              | 12 mars 2022          |
| [Tome 8 (fin) et 9 - chapitre 46-47]       |                                                          |                                                           |                                                               |                       |
| 22                                         | La nuit bleuâtre                                         | Rencontre―蒼の夜―                                         | Rankōntoru―Ao no Yoru―                                        | 19 mars 2022          |
| [Tome 9 - chapitre 48-49]                  |                                                          |                                                           |                                                               |                       |
| 23                                         | La pluie étrangère au ciel                               | Pleuvoir―空知らぬ雨―                                      | Puruvowāru―Sora Shiranu Ame―                                  | 26 mars 2022          |
| [Tome 9 (fin) et 10 - chapitre 50-51-52]   |                                                          |                                                           |                                                               |                       |
| 24                                         | Son souhait                                              | Après la pluie―彼の願い―                                  | Apure Ra Puryui―Kare no Negai―                                | 2 avril 2022          |
| [Tome 10 - chapitre 53-54-55]              |                                                          |                                                           |                                                               |                       |